# Tourbières au col de la Croix Fry
Les tourbières au col de la Croix Fry sont une ZNIEFF de type I de France situées en Haute-Savoie, au-dessus de Manigod, au col de la Croix Fry.